# Кислицын, Михаил Кондратьевич
Михаил Евгеньевич Кислицын (род.8 ноября  1950) — советский и российский деятель военной прокуратуры и государственный деятель, генерал-полковник юстиции  (2002), кандидат юридических наук (2000). Главный военный прокурор — заместитель Генерального прокурора Российской Федерации (2000—2002). Заместитель министра юстиции Российской Федерации (2002—2004). Заслуженный юрист Российской Федерации (2000).

## Биография
Родился 3 февраля 1950 года в деревне Огородники Слуцкого района Минской области Белорусской ССР.
С 1965 по 1970 год обучался в Опочецком зенитном ракетном училище ПВО и с 1973 по 1977 год на военно-юридическом факультете Военно-политической академии имени В. И. Ленина, которую окончил с отличием.
С 1970 по 1973 год служил в войсках Противовоздушной обороны СССР в должности командира взвода разведки и управления военной части ПВО. С 1977 по 1988 год служил в органах военной прокуратуры Московского округа ПВО в должностях военного следователя, старшего военного  следователя и заместителя прокурора Ржевского гарнизона, а так же в Дальневосточном военном округе в должности военного прокурора гарнизона Комсомольска-на-Амуре.
С 1988 по 1990 год служил в Сибирском военном округе в должностях заместителя и первого заместителя военного прокурора округа. С 1990 по 1993 год являлся первым заместителем военного прокурора и военным прокурором Балтийского флота. 
С 1993 по 2000 год являлся военным прокурором Московского военного округа. В качестве прокурора в 1997 году занимался уголовным делом Героя Советского Союза, бывшего командира 18-й отдельной мотострелковой бригады полковника Ф. И. Пугачёва, заведённого на него за то, что тот по поддельным документам получил квартиру в городе Зеленограде Московской области; после того как Ф. И. Пугачёв попал под амнистию, М. К. Кислицын проявил принципиальность и добился в суде выселения того с незаконно занимаемой квартиры. 

На этой должности он зарекомендовал себя как крайне принципиальный человек, для которого авторитетом является только закон. Например, сослуживцы Кислицына говорят, что после событий октября 1993 года он совершенно одинаково подходил к расследованию дел военнослужащих — независимо от того, кого они поддержали, парламент или президента. Кислицын всегда подчеркивал, что прокуратура должна стоять вне политики
С 2000 по 2002 год Главный военный прокурор — заместитель Генерального прокурора Российской Федерации. По словам Анны Политковской в связи с увольнением М. К. Кислицына с должности Главного военного прокурора: 

Народная российская примета: скорость идеологической отставки — признак компетентности отставника. Самый лучший госчиновник – тот, который ежедневно не заметен и не мечется по телеэкранам по всякому политическому поводу. Зато когда требуется реальная помощь в пределах его компетенции, то он всегда на месте...Именно так в последние два года работал главный военный прокурор России генерал-полковник Михаил Кислицын
С 2002 по 2004 год — заместитель министра юстиции Российской Федерации.

## Награды и звания
- Орден «За военные заслуги»
- Заслуженный юрист Российской Федерации
- Мастер спорта СССР по военному многоборью[1][2][3].